# Väike-Nõmmküla
Väike-Nõmmküla (szw. Persåker) – wieś w Estonii, w prowincji Lääne, w gminie Noarootsi.